# Jharrel Jerome
Jharrel Jerome est un acteur américain, né le 9 octobre 1997, à New-York.
Il est révélé par l'acclamé drame Moonlight (2016) de Barry Jenkins et il décroche l'un des premiers rôles de la série Mr. Mercedes (2017-2019).
Après avoir joué dans la mini-série dramatique largement plébiscitée par les critiques, Dans leur regard (2019), il remporte notamment le Primetime Emmy Award du meilleur acteur dans une mini-série ou un téléfilm et le Critics' Choice Television Award du meilleur acteur dans une mini-série ou un téléfilm.

## Biographie
Jharrel est né en 1997 et a grandi dans le Bronx, à New York. Il est d'origine dominicaine et s'identifie comme Afro-Latino. Il a grandi dans une famille très unie avec des parents qu'il a décrit comme "aimants". Sa mère lui a suggéré le métier d'acteur alors qu'il poursuivait ses études. Alors il a rejoint le Riverdale Children's Theatre, une organisation de théâtre jeunesse locale. Il a fréquenté le lycée Fiorello H. LaGuardia et a obtenu son diplôme.

### Carrière
Peu de temps après son inscription au collège Ithaca, Jharrel a été choisi pour jouer son premier rôle d'acteur professionnel dans le film Moonlight en 2016, en tant que jeune Kevin. AO Scott a écrit dans le New York Times qu'il était « excellent » dans le rôle. Le film est aussi largement salué par les critiques et lance alors la carrière du jeune acteur.
En 2017, il rejoint la distribution principale de la série télévisée Mr. Mercedes. Le programme est adapté de la trilogie de romans de Stephen King.
En 2019, il incarne Korey Wise dans la mini-série distribuée par la plateforme Netflix, Dans leur regard, inspirée de l'histoire vraie de cinq adolescents, condamnés à tort pour le viol d'une joggeuse à Central Park, dans les années 1990. Jharrel s'est rapproché de Korey Wise tout au long du tournage et a déclaré dans un entretien au Los Angeles Times : « C'est mon frère maintenant. Je l'admire. Je suis fier de son courage. Il m'a tellement appris à être fort. »[réf. nécessaire]
Grâce à son interprétation, l'acteur remporte lors de la 71e cérémonie des Primetime Emmy Awards, le prix du meilleur acteur dans une mini-série ou un téléfilm. Il reçoit une standing ovation et livre un discours émouvant,. Il est alors le plus jeune acteur à avoir reçu cette récompense. Lors de la 10e cérémonie des Critics' Choice Television Awards, il remporte également pour le même rôle le prix du meilleur acteur dans une mini-série ou un téléfilm.
Il joue aussi dans le teen movie remarqué lors du Festival du film de Sundance 2019, Selah and The Spades qui est ensuite distribué par Amazon Prime,.

## Filmographie

### Cinéma

#### Longs métrages
- 2016 : Moonlight de Barry Jenkins : Kevin Jones à 16 ans
- 2018 : All Rise de Anthony Mandler : Osvaldo
- 2018 : Mon premier combat de Olivia Newman : Omari
- 2019 : Selah and the Spades de Tayarisha Poe : Maxxie
- 2021 : Concrete Cowboy de Ricky Staub : Smush
- 2023 : Spider-Man: Across the Spider-Verse : Miles G. Morales / Le Rôdeur sur la Terre-42  (voix)
- 2024 : Unstoppable de William Goldenberg : Anthony Robles (en)

#### Courts métrages
- 2016 : Her Coloring Book de Juanito Sanchez : Artiste
- 2016 : Wheels de Spencer Muhlstock : le narrateur (voix originale)
- 2019 : Robu de Kai Husson : Rob

### Télévision

#### Séries télévisées
- 2017 : Tales : Deacon (saison 1, épisode 5)
- 2017 - 2019 : Mr. Mercedes : Jérôme Robinson (28 épisodes)
- 2019 : Dans leur regard de Ava DuVernay : Korey Wise (mini-série, 4 épisodes)
- 2023 : I’m a Virgo de Boots Riley : Cootie, (7 épisodes)
- 2023 : Full Circle : Aked

## Distinctions
Sauf indication contraire ou complémentaire, les informations mentionnées dans cette section proviennent de la base de données IMDb.

### Récompenses
- Austin Film Critics Association 2016 : meilleure distribution pour Moonlight
- Awards Circuit Community Awards 2016 : meilleure distribution pour Moonlight
- Gotham Independent Film Awards 2016 : meilleure distribution pour Moonlight
- Film Independent's Spirit Awards 2017 : Prix Robert Altman Award pour Moonlight
- Gold Derby Awards 2017 : meilleure distribution pour Moonlight
- MTV Movie & TV Awards 2017 : Meilleur baiser dans Moonlight avec Ashton Sanders
- African-American Film Critics Association 2019 :
  - meilleure distribution pour Dans leur regard
  - meilleure révélation pour Dans leur regard
- Black Reel Awards for Television 2019 : meilleur acteur dans une mini-série ou un téléfilm pour Dans leur regard
- Gold Derby Awards 2019 :
  - meilleure révélation de l'année pour Dans leur regard
  - meilleur acteur dans une mini-série ou un téléfilm pour Dans leur regard
- Online Film & Television Association 2019 :
  - meilleure distribution dans une mini-série ou un téléfilm pour Dans leur regard
  - meilleur acteur dans une mini-série ou un téléfilm pour Dans leur regard
- Primetime Emmy Awards 2019 : meilleur acteur dans une mini-série ou un téléfilm pour Dans leur regard
- Critics' Choice Television Awards 2020 : meilleur acteur dans une mini-série ou un téléfilm pour Dans leur regard
- NAACP Image Awards 2020 : meilleur acteur dans une mini-série ou un téléfilm pour Dans leur regard

### Nominations
- Screen Actors Guild Awards 2017 : meilleure distribution pour Moonlight
- Gold Derby Awards 2019 : meilleur acteur dans une mini-série ou un téléfilm de la décennie pour Dans leur regard